# 維多利亞 (伊利諾伊州)
維多利亞（英語：Victoria）是位於美國伊利諾伊州諾克斯縣的一個村落。

## 地理
維多利亞的座標為41°01′59″N 90°05′49″W / 41.03306°N 90.09694°W，而該地最高點為海拔高度254米（即833英尺）。

## 人口
根據2010年美國人口普查的數據，維多利亞的面積為1.71平方千米，當中陸地面積為1.71平方千米，而水域面積為0.00平方千米。當地共有人口316人，而人口密度為每平方千米184人。